# Ignazio Serra
Ignazio Serra (Roma, 19 aprile 1903 – Cagliari, 8 settembre 1980) è stato un politico e avvocato italiano. Primo presidente della Provincia di Cagliari del periodo repubblicano, fu tra i fondatori della Democrazia Cristiana in Sardegna.

## Biografia
Di famiglia nobile, primogenito di Francesco Serra Ballero e Maria Isabella Nieddu Tola, dopo gli studi classici frequenta la facoltà di Giurisprudenza dell'Università di Cagliari laureandosi nel 1925. Esercita la professione con Luigi Crespellani. Nel 1934 sposa Caterina Lostia di Santa Sofia Aymerich, e con lei ebbe cinque figli.
Assurge in questi anni a diversi ruoli importanti: segretario regionale dell'Azione cattolica, commissario regionale dell'ASCI, Vice presidente di Cagliari della FUCI. Convinto antifascista, fonda in Sardegna il Partito Popolare, e durante la Seconda guerra mondiale si associa al nucleo clandestino della Democrazia cristiana e al Comitato di liberazione nazionale.

### Attività politica
Al termine del conflitto viene eletto presidente della Provincia di Cagliari, e in questa veste propone la costruzione dell'Ospedale Marino della città. Nel 1949 viene eletto in Consiglio regionale e negli anni riveste vari assessorati: all'Industria e Commercio dal 1954 al 1955 (giunta A. Corrias II), all'Agricoltura dal 1957 al 1958 (giunta Brotzu II), agli Enti locali dal 1961 al 1963 (giunta E. Corrias II) e dal 1966 al 1967 (giunta Dettori).
Nel novembre del 1967 si dimette da consigliere regionale per candidarsi alle elezioni politiche del 1968, ma non viene eletto. Diventa senatore della Repubblica nel 1971, sostituendo Salvatore Mannironi.
Muore a Cagliari per infarto l'8 settembre 1980.
Il suo bisnonno, conte avv. Francesco Maria Serra (1804-1884), fu primo presidente onorario della Corte di Cassazione, primo presidente della Corte d'appello di Cagliari, deputato del Regno di Sardegna e Senatore del Regno d'Italia, istituzione di cui fu anche vicepresidente.

## Onorificenze

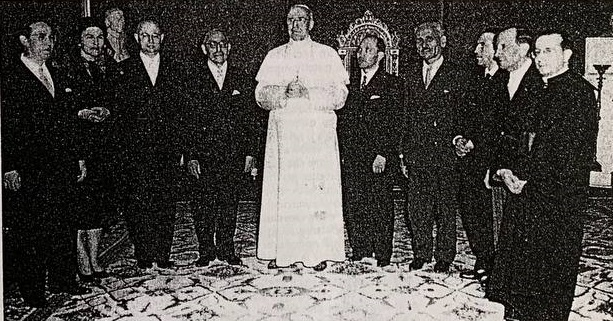
La Giunta regionale della Sardegna in udienza da Pio XII. Ignazio Serra è il quarto da destra.

Nel 2000 il comune di Cagliari gli ha intitolato la via pubblica dove sorge la parrocchia di San Sebastiano.

## Opere
- Ignazio Serra e Antonio Cabitza (a cura di), L'Ospedale Marino regionale in Cagliari, Cagliari, Tip. Soc. Ed. Italiana, 1949.
- Ignazio Serra (a cura di), La colonia montana di Cuglieri nel 25o di fondazione, Cagliari, Tipografia Doglio, 1953.
- Ignazio Serra e Domenico Olla, Il movimento cattolico sardo e l'antifascismo, in Carlino Sole (a cura di), L'antifascismo sardo, Cagliari, S.T.E.F., 1978,  pp. 49-85.

## Ascendenza[11]
|                       |               |                  | Genitori              |  |  | Nonni         |  |  | Bisnonni              |  |
|                       |               |                  |                       |  |  | Ignazio Serra |  |  | Francesco Maria Serra |  |
|                       |               |                  |                       |  |  | Ignazio Serra |  |  | Francesco Maria Serra |  |
|                       |               | Efisia Nater     |                       |  |  | Ignazio Serra |  |  |                       |  |
| Francesco Serra       |               |                  |                       |  |  | Ignazio Serra |  |  |                       |  |
|                       |               | Cristina Ballero | Benedetto Ballero     |  |  |               |  |  |                       |  |
|                       |               | Cristina Ballero | Benedetto Ballero     |  |  |               |  |  |                       |  |
|                       |               | Cristina Ballero | Giovanna Lostia       |  |  |               |  |  |                       |  |
| Ignazio Serra         |               | Cristina Ballero |                       |  |  |               |  |  |                       |  |
|                       | Pietro Nieddu | Salvatore Nieddu |                       |  |  |               |  |  |                       |  |
|                       | Pietro Nieddu | Salvatore Nieddu |                       |  |  |               |  |  |                       |  |
|                       | Pietro Nieddu | Anna Maria Pes   |                       |  |  |               |  |  |                       |  |
| Maria Isabella Nieddu | Pietro Nieddu |                  |                       |  |  |               |  |  |                       |  |
|                       |               | Maria Anna Tola  | Giovanni Antonio Tola |  |  |               |  |  |                       |  |
|                       |               | Maria Anna Tola  | Giovanni Antonio Tola |  |  |               |  |  |                       |  |
|                       |               | Maria Anna Tola  | Elisabetta Cadello    |  |  |               |  |  |                       |  |
|                       |               | Maria Anna Tola  |                       |  |  |               |  |  |                       |  |